# قطعنامه ۱۲۵۲ شورای امنیت
قطعنامه ۱۲۵۲ شورای امنیت سازمان ملل متحد که در تاریخ ۱۵ ژوئیه ۱۹۹۹ تصویب شد، سندی بین‌المللی دربارهٔ بررسی وضعیت کرواسی است. این قطعنامه طی نشست ۴۰۲۳ام با ۱۵ رای موافق، ۰ مخالف و ۰ ممتنع تصویب شد.